# Rajd San Martino di Castrozza 1972
Rajd San Martino di Castrozza 1972 (9. Rally San Martino di Castrozza) – 9 edycja rajdu samochodowego Rajd San Martino di Castrozza rozgrywanego we Włoszech. Rozgrywany był od 31 sierpnia do 2 września 1972 roku. Była to piętnasta runda Rajdowych Mistrzostw Europy w roku 1972.

## Klasyfikacja rajdu
| Miejsce                                        | Kierowca                                       | Pilot                                          | Samochód                                       | Czas                                           | Strata                                         |                                                |
| Klasyfikacja generalna, ERC i mistrzostw Włoch | Klasyfikacja generalna, ERC i mistrzostw Włoch | Klasyfikacja generalna, ERC i mistrzostw Włoch | Klasyfikacja generalna, ERC i mistrzostw Włoch | Klasyfikacja generalna, ERC i mistrzostw Włoch | Klasyfikacja generalna, ERC i mistrzostw Włoch | Klasyfikacja generalna, ERC i mistrzostw Włoch |
| ---------------------------------------------- | ---------------------------------------------- | ---------------------------------------------- | ---------------------------------------------- | ---------------------------------------------- | ---------------------------------------------- | ---------------------------------------------- |
| 1.                                             | Sandro Munari                                  | Mario Mannucci                                 | Lancia Fulvia 1.6 Coupé HF                     | 14:34                                          | 0.0                                            |                                                |
| 2.                                             | Raffaele Pinto                                 | Gino Macaluso                                  | Fiat 124 Spider                                | 17:12                                          | +2:38                                          |                                                |
| 3.                                             | Luciano Trombotto                              | Giuseppe Zanchetti                             | Fiat 124 Spider                                | 17:52                                          | +3:18                                          |                                                |
| 4.                                             | Alcide Paganelli                               | Ninni Russo                                    | Fiat 124 Spider                                | 21:12                                          | +6:38                                          |                                                |
| 5.                                             | Maurizio Verini                                | Bruno Scabini                                  | Fiat 124 Sport Spider                          | 21:33                                          | +6:59                                          |                                                |
| 6.                                             | Giulio Bisulli                                 | Arturo Zanuccoli                               | Fiat 124 Spider                                | 21:57                                          | +7:23                                          |                                                |
| 7.                                             | Alberto Smania                                 | Fabio Zambelli                                 | Fiat 124 Spider                                | 22:24                                          | +7:50                                          |                                                |
| 8.                                             | R. Bossetti                                    | Pier Paolo Mischiatti                          | Lancia Fulvia 1.6 Coupé HF                     | 26:04                                          | +11:30                                         |                                                |
| 9.                                             | Donatella Tominz                               | Gabriella Mamolo                               | Fiat 124 Abarth Spider                         | +14:16                                         | +16:51                                         |                                                |
| 10.                                            | Vanni Tacchini                                 | Constantino Mariani                            | Lancia Fulvia 1.6 Coupé HF                     | 29:56                                          | +15:22                                         |                                                |